# Сенки (филм, 1959)
„Сенки“ (на английски: Shadows) е американска импровизиационна драма на режисьора Джон Касаветис от 1959 година, засягаща проблемите на междурасовите отношения по време на бийтпоколението в Ню Йорк. Филма е смятан за един от най-ярките примери на независимото американско кино. Касаветис заснема две версии, като тази от 1957 година така и не излиза на екран и дълго време е смятана за изгубена.

## Сюжет
Хипстъра и музикант Бени (Бен Карутърс) се шляе безцелно, в компанията на двама приятели, из Манхатън по време на бийт културата, запознава се с различни момичета и се замесва в дребни неприятности. Той има сестра Лелия (Лелия Голдони) и брат Хю (Хю Хърд). Крехката и импулсивна Лелия изглежда по-скоро като бяла, отколкото като афроамериканка за разлика от по-големия им брат Хю, който без особен успех се опитва да изгради кариера на певец. Изглежда, че само неговия агент Рупърт (Рупърт Крос) вярва в таланта му. Лелия се запознава с Тони (Антъни Рей) и вярва, че е срещнала голямата си любов. За Тони обаче се оказва неочаквано, че новата му приятелка всъщност е мулатка и назрява конфликт. Виждайки Хю, Тони не може да се справи с раздвоението си. Хю го обвинява в расизъм и ситуацията се превръща в повод за Тони да развали отношенията си с Лелия. Остава въпроса ще може ли Лелия да заличи сърдечната си рана, Хю да намери вярата в себе си, а Бен да открие цел в живота си.

## В ролите
- Бен Карутърс като Бени
- Лелия Голдони като Лелия
- Хю Хърд като Хю
- Антъни Рей като Тони
- Рупърт Крос като Рупърт
- Денис Салас като Денис
- Том Рийз като Том
- Дейвид Покитилоу като Дейвид
- Дейвид Джоунс като Дейви
- Пир Марини като Пир, пианиста
- Виктория Варгас като Вики
- Джак Акерман като Джак, собственика на студиото за танци
- Джаклин Уолкът като Джаклин[1]

## Награди и номинации
- Филмът е включен в Националния филмов регистър на Библиотеката на конгреса на САЩ през 1993 година.
- Награда Пасинети от Международния кинофестивал във Венеция, Италия през 1960 година.
- Номинация за наградата БАФТА за най-добър филм от 1961 година.
- Номинация за наградата БАФТА за най-обещаващ дебют в главна роля за Лелия Голдони от 1961 година.
- Номинация за наградата БАФТА за най-обещаващ дебют в главна роля за Антъни Рей от 1961 година.
- Номинация за наградата БАФТА за най-добър режисьор за Джон Касаветис от 1961 година.
- Номинация за наградата Сребърна лента на „Италианския национален синдикат на филмовите журналисти“ за най-добър чуждестранен режисьор за Джон Касаветис от 1963 година.[2]